# Marek Białkowski (naukowiec)
Marek Edward Białkowski (ur. 1951 w Sochaczewie, zm. 27 października 2011 w Queensland) – polski przedstawiciel nauk technicznych, specjalizujący się w telekomunikacji, elektronice, inteligentnych technologiach antenowych, układach  mikrofalowych oraz technikach modelowania i przetwarzania sygnałów radiowych.
W 1974 roku ukończył studia w zakresie matematyki stosowanej na Politechnice Warszawskiej. Od 1977 roku pracował w Instytucie Radioelektroniki tej uczelni. Stopień doktora uzyskał w 1979 roku, promotorem był Tadeusz Morawski. W 1981 roku wyjechał na staż podoktorski na University College Dublin, a rok później na kolejny na University of Queensland w Brisbane.
W 1984 roku został zatrudniony na stanowisku wykładowcy w Uniwersytecie Jamesa Cooka. Od 1989 roku pracował jako profesor nadzwyczajny i kierownik grupy badawczej zajmującej się komunikację bezprzewodową na University of Queensland. W roku 2000 uzyskał na tej uczelni stopień DSc. Eng w zakresie informatyki i elektroniki.